# Mark IV (tenk)
Mark IV je bio tenk Britanskog Carstva (današnje Ujedinjeno Kraljevstvo) tijekom Prvog svjetskog rata. Veoma je sličan izvornom Mark I tenku, ali su na njemu primijenjena neka poboljšanja koja su isprobana na prijelaznim modelima Mark II i Mark III. Poboljšani su uvjeti za posadu novim rashladnim sustavom i sustavom prozračivanja i ugrađen je novi izlaz za slučaj nužde. Zbog problema s benzinom u motoru kada je tenk nagnut pod neki kut je ugrađen vakumski umjesto dotadašnjeg gravitacijskog sustava punjenja goriva. Novi se tenk mogao lakše prevoziti željeznicom.

## Povijest razvoja
Projektiran je u kolovozu 1916. godine, a serijska proizvodnja je pokrenuta između ožujka i travnja 1917. godine. Mark IV je najbrojniji tenk iz serije s proizvedenih 1220 primjeraka, od kojih je 205 bilo u inačici opskrbnih vozila na temelju Marka IV i osnaženim motorom na 125 KS.
Na kraj ispušnog sustava ugrađen je prigušnik koji je bio improviziran na prijašnjim modelima. Benzin se nalazio u odvojenom oklopljenom spremniku izvan vozila na stražnjoj strani. Na nekoliko zadnjih Mark IV tenkova snaga motora je povećana na 125 KS. Tenk je bio otporan na njemačko protuoklopno streljivo koje je tada bilo u širokoj uporabi. Značajnija razlika je i u zamjeni Lewis strojnica za Vickers ili Hotchkiss. Cijev Lewisove strojnice je bila vrlo osjetljiva i lako ju je bilo onesposobiti hitcima iz pješačkog oružja.

## Uporaba
Ukupno je proizvedeno 420 muških i 595 ženskih modela koji su bili u uporabi od lipnja 1917. pa sve do kraja rata. Mark IV tenkovi su sudjelovali u bitki za Cambrai u studenom 1917., prva bitka u kojoj je sudjelovao velik broj tenkova.

### Zajednički poslužitelj
|  | Zajednički poslužitelj ima još gradiva o temi Mark IV tenk |